# Yadanarbon Football Club
Maillots
Actualités
Le Yadanarbon Football Club (en birman : ရတနာပုံ ဘောလုံး အသင်း), plus couramment abrégé en Yadanarbon, est un club birman de football fondé en 2009 et basé dans la ville de Mandalay.

## Palmarès
| Compétitions nationales | Compétitions internationales                            |
| --- | ------------------------------------------------------- |
| - Championnat de Birmanie (5) : - Vainqueur : 2009, 2009-10, 2010, 2014 et 2016. - Coupe de la Ligue nationale birmane - Vainqueur : 2009. | - Coupe du président de l'AFC (1) : - Vainqueur : 2010. |

## Personnalités du club

### Présidents du club
- Dr. Sai Sam Tun

### Entraîneurs du club
- Rohan Girard

## Clubs affiliés
- Muang Thong United

## Annexe